# Georg von Arco
Georg Wilhelm Alexander Hans von Arco, född 30 augusti 1869 i Großgorschütz/Oberschlesien (idag Gorzyce i Polen), död 5 maj 1940 i Berlin, var en tysk greve och fysiker.

## Biografi
Arco var löjtnant vid Lichterfeldes artilleribataljon 1890-93, bedrev därefter civila studier vid Berlins universitet och studerade elektroteknik vid Technische Hochschule Berlin under Adolf Slaby, vars assisten han därefter blev. Efter examen anställdes han 1898 vid AEG i Berlin på dess experimentverkstad för trådlös telegrafi. Han gjorde under de närmast följande åren flera viktiga teletekniska uppfinningar, bland annat avseende svängningskretsar och högfrekvensgeneratorer. När Telefunken bildades som ett dotterbolag till AEG blev von Arco företagets självskrivne såväl ekonomiske som tekniske ledare. Han arbetades sedan i företaget som chef för den tekniska utvecklingssidan fram till 1931.
Han är begravd på Südwestkirchhof Stahnsdorf.